# Gymnastique artistique aux Jeux olympiques d'été de 2024 - barres asymétriques femmes
Pour un article plus général, voir Gymnastique aux Jeux olympiques d'été de 2024.
Navigation
Tokyo 2020 Los Angeles 2028
Le concours des barres asymétriques en gymnastique artistique aux Jeux olympiques d'été de 2024 à Paris en France se déroule les 28 juillet et 3 août 2024 au Palais omnisports de Paris-Bercy.
Kaylia Nemour d'Algérie remporte la médaille d'or.

## Médaillées
| Or                  | Argent           | Bronze           |
| Kaylia Nemour (ALG) | Qiu Qiyuan (CHN) | Sunisa Lee (USA) |

## Programme
| Date                | Horaire | Manche         |
| ------------------- | ------- | -------------- |
| Dimanche 28 juillet | 09 h 30 | Qualifications |
| Samedi 3 août       | 15 h 30 | Finale         |

## Résultats détaillés
Les 8 premières gymnastes sont qualifiées (Q), dans la limite de deux par CNO. Au cas où il y aurait plus de deux gymnastes du même CNO, la moins bien classée d'entre elles ne serait pas qualifiée et sa place serait attribuée à une réserviste (R).
| Rang | Nom | Pays | Difficulté | Exécution | Pénalité | Total | Note |
| ---- | --- | ---- | ---------- | --------- | -------- | ----- | ---- |
| 1    |     |      |            |           |          |       |      |
| 2    |     |      |            |           |          |       |      |
| 3    |     |      |            |           |          |       |      |
| 4    |     |      |            |           |          |       |      |
| 5    |     |      |            |           |          |       |      |
| 6    |     |      |            |           |          |       |      |
| 7    |     |      |            |           |          |       |      |
| 8    |     |      |            |           |          |       |      |
| 9    |     |      |            |           |          |       |      |
| 10   |     |      |            |           |          |       |      |
| 11   |     |      |            |           |          |       |      |
| 12   |     |      |            |           |          |       |      |
| 13   |     |      |            |           |          |       |      |
| 14   |     |      |            |           |          |       |      |
| 15   |     |      |            |           |          |       |      |
| 16   |     |      |            |           |          |       |      |
| 17   |     |      |            |           |          |       |      |
| 18   |     |      |            |           |          |       |      |
| 19   |     |      |            |           |          |       |      |
| 20   |     |      |            |           |          |       |      |
| 21   |     |      |            |           |          |       |      |
| 22   |     |      |            |           |          |       |      |
| 23   |     |      |            |           |          |       |      |
| 24   |     |      |            |           |          |       |      |
| 25   |     |      |            |           |          |       |      |
| 26   |     |      |            |           |          |       |      |
| 27   |     |      |            |           |          |       |      |
| 28   |     |      |            |           |          |       |      |
| 29   |     |      |            |           |          |       |      |
| 30   |     |      |            |           |          |       |      |
| 31   |     |      |            |           |          |       |      |
| 32   |     |      |            |           |          |       |      |
| 33   |     |      |            |           |          |       |      |
| 34   |     |      |            |           |          |       |      |
| 35   |     |      |            |           |          |       |      |
| 36   |     |      |            |           |          |       |      |
| 37   |     |      |            |           |          |       |      |
| 38   |     |      |            |           |          |       |      |
| 39   |     |      |            |           |          |       |      |

| Rang                                | Nom            | Pays            | Difficulté | Exécution | Pénalité | Total  |
| ----------------------------------- | -------------- | --------------- | ---------- | --------- | -------- | ------ |
| Médaille d'or, Jeux olympiques      | Kaylia Nemour  | Algérie         | 7.2        | 8,500     |          | 15.700 |
| Médaille d'argent, Jeux olympiques  | Qiu Qiyuan     | Chine           | 7.2        | 8.300     |          | 15.500 |
| Médaille de bronze, Jeux olympiques | Sunisa Lee     | États-Unis      | 6.4        | 8.200     |          | 14.800 |
| 4                                   | Nina Derwael   | Belgique        | 6.5        | 8.266     |          | 14.766 |
| 5                                   | Alice D'Amato  | Italie          | 6.4        | 8.333     |          | 14.733 |
| 6                                   | Helen Kevric   | Allemagne       | 6.4        | 8.166     |          | 14.566 |
| 7                                   | Rebecca Downie | Grande-Bretagne | 6.5        | 7.133     |          | 13.633 |
| 8                                   | Zhang Yihan    | Chine           | 6.1        | 6.700     |          | 12.800 |